# Nukuské muzeum umění
Nukuské muzeum umění (oficiální název Státní muzeum umění Republiky Karakalpakstán I. V. Savického, také Galerie Savického nebo Nukuské muzeum apod.) je státní galerie Uzbekistánu v Nukusu, hlavním městě autonomní republiky Karakalpakstánu.
Je to jedno z nejnavštěvovanějších muzeí v Uzbekistánu a je zde více než 85 000 exponátů.
Muzeum umění v Nukusu, které bylo otevřeno v roce 1966, je pojmenováno podle zakladatele a prvního ředitele Igora Vitaljeviče Savického. Ten shromáždil sbírku zahrnující širokou škálu historických epoch a stylů. Aby zachoval umělecká díla Karakalpakstánu, vytvořil Savickij rozsáhlou sbírku lidového umění. Tu doplňuje moderní umění Uzbekistánu a významná sbírka ruské avantgardy 20. a 30. let 20. století. Sbírka ruské avantgardy je druhou největší sbírkou tohoto typu na světě  (po Ruském muzeu v Petrohradě).
Archeologické oddělení muzea mapuje období více než dvou tisíc let, exponáty pocházejí hlavně z místních lokalit v Karakalpakstánu, jejichž výzkum je stále v plenkách. V muzeu je dále restaurátorská dílna a odborná knihovna.